# جيمس دبليو. باين
جيمس دبليو. باين (بالإنجليزية: James W. Payne)‏ هو مصمم الإنتاج ومخرج فني أمريكي، ولد في 11 نوفمبر 1929 في أوغدن في الولايات المتحدة، وتوفي في 12 أغسطس 1992 في سولت ليك في الولايات المتحدة.

## وصلات خارجية
- جيمس دبليو. باين على موقع IMDb (الإنجليزية)
- جيمس دبليو. باين على موقع أول موفي (الإنجليزية)
- جيمس دبليو. باين على موقع قاعدة بيانات الفيلم (الإنجليزية)